# Zbigniew Karkowski
Zbigniew Karkowski, né le 14 mars 1958 à Cracovie (Pologne) et mort le 12 décembre 2013 au Pérou, est un compositeur et musicien expérimental de renommée internationale. Son œuvre met au premier plan l'expérience sensorielle du son, vécue dans l'instant présent, et s'oppose à tout enfermement dans des structures et systèmes,. Selon Kasper T. Toeplitz, "le monde sonore de Karkowski c’est la musique noise, les compositions algorithmiques, le fracas, la puissance et le volume comme données premières et essentielles". Zbigniew Karkowski s'est produit professionnellement depuis les années 1980 dans le cadre des musiques contemporaine, industrielle, noise ou expérimentale.

## Biographie

### Formation musicale
Dès l'âge de 8 ans, Zbigniew Karkowski apprend à jouer du piano et de la flûte, puis étudie la musique au lycée musical Frederik Chopin à Cracovie.

#### En Suède (1979-1990)
En 1979, âgé de 21 ans, il déménage en Suède, où il collabore avec un groupe d'artistes autour du label Radium à Göteborg. L'une de ses premières œuvres de musique électronique, Theta, est publiée en 1984 sur la compilation Gothenburg 84. Il joue dans différents groupes (DNA/the Yeomen, Texas Instruments, P.I.T.T. & The Dreamers et Mental Hackers). Dès 1985, il étudie la composition à l’École nationale de musique à Göteborg, auprès de Mikael Edlund, Bo Holten, Lars Johan Werle et Åke Parmerud, ainsi que l’esthétique de la musique moderne au département de musicologie de l’université de Göteborg, et l’informatique musicale à l’université de technologie Chalmers. Il réalise de 1986 à 1989 des compositions dans le studio de musique informatique à Chalmers, ainsi qu'au studio EMS à Stockholm. De ces travaux résulte l'album Bad Bye Engine, réalisé avec Ulf Bilting et publié par Radium en 1988.

#### Aux Pays-Bas (1990-1993)
Après avoir terminé ses études en Suède, Karkowski vit aux Pays-Bas, à Amsterdam, de 1990 à 1993. Il étudie la sonologie pendant un an au Conservatoire Royal de Musique de La Haye.

#### Influences musicales
Karkowski déclare dans un entretien avec Boris Wlassof que ses premières racines musicales se trouvent chez les compositeurs de l'école polonaise des années 1960 et 1970 (Penderecki, Krauze, Lutoslawski, Kotonski, Schaeffer, Serocki, Górecki, Baird, Szalonek etc), pour lesquels "la tonalité du son, le timbre, la texture" sont les paramètres les plus importants d'une pièce musicale. Il mentionne également Luigi Nono, Richard Maxfield, Jerry Hunt, Étant Donnés, Otomo Yoshihide et Keiji Haino. C'est l'écoute de Metastasis de Iannis Xenakis qui l'a "définitivement orienté vers le son".
Pendant ses études, Karkowski a participé à de nombreux cours de maîtres d’été organisés par le Centre Acanthes à Avignon et Aix-en-Provence, où il a l'occasion d'apprendre auprès de Iannis Xenakis, Olivier Messiaen, Pierre Boulez et Georges Aperghis, entre autres.

##### Rencontre avec Iannis Xenakis

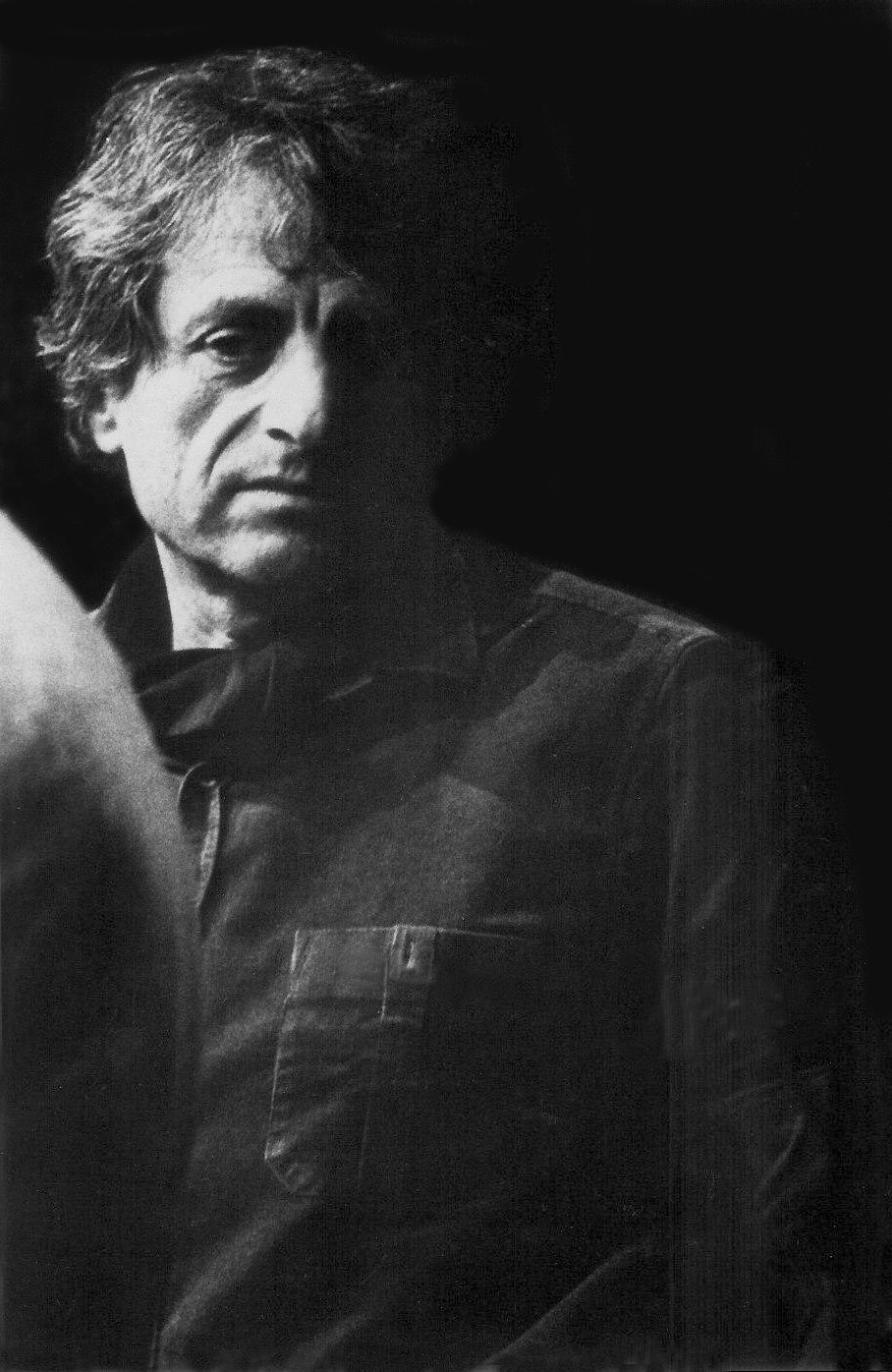
Iannis Xenakis en 1975

Le compositeur Iannis Xenakis a exercé une influence particulière pour Karkowski, qui le décrit comme "très généreux, chaleureux, curieux, absolument ni dans l'ego ni dans la symbolique du maître". Karkowski effectue en 1987 une résidence au CEMAMU, centre de création musicale fondé par Xenakis. Lors d'un stage aux Ateliers UPIC en 1989, Karkowski a pu travailler avec UPIC, un outil de composition musicale assisté par ordinateur créé par Xenakis, et a assisté à des cours donnés par ce dernier à l'Université de Paris I. Les matériaux sonores générés par Karkowski sur UPIC en 1989 sont intégrés dans plusieurs compositions: 
- une pièce éditée en 1990 sur le label suédois Topyscan, publiée sur une compilation intitulée This Infernal Love Of Life[10].
- la pièce Uexkull publiée en 1991 sur le label suédois Anckarström[11].
- la pièce Immortals By My Side, qui figure sur un disque publié en 1992 sur Silent Records. Karkowski la décrit comme "une masse de sons continus d'une richesse microtonale qui rend bien compte des possibilités de ce synthétiseur"[10].

Karkowski est le co-curateur (avec Naut Humon) d'une réédition de la composition Persepolis (créée par Xenakis en 1971), qu'il décrit comme "un vrai trip en apnée dans le magma des timbres". Cette édition, sortie sur le label Asphodel en 2002, est un double CD présentant l'œuvre originale aux côtés de neuf nouvelles interprétations par différents artistes, dont la pièce Doing By Not Doing par Karkowski lui-même. 

### Carrière musicale
Zbigniew Karkowski a travaillé activement en tant que compositeur de musique à la fois acoustique et électroacoustique. Il a écrit des pièces pour grand orchestre (commandées et interprétées par l’Orchestre symphonique de Göteborg), ainsi qu’un opéra et plusieurs pièces de musique de chambre qui ont été interprétées par des formations professionnelles en Suède, en Pologne, en Suisse et en Allemagne. Depuis 1994, il a vécu et travaillé à Tokyo, et y a été actif dans la scène noise underground,.
Ses travaux ont été présentés dans plus de 30 pays en Europe, en Amérique du Nord, en Australie et au Japon.

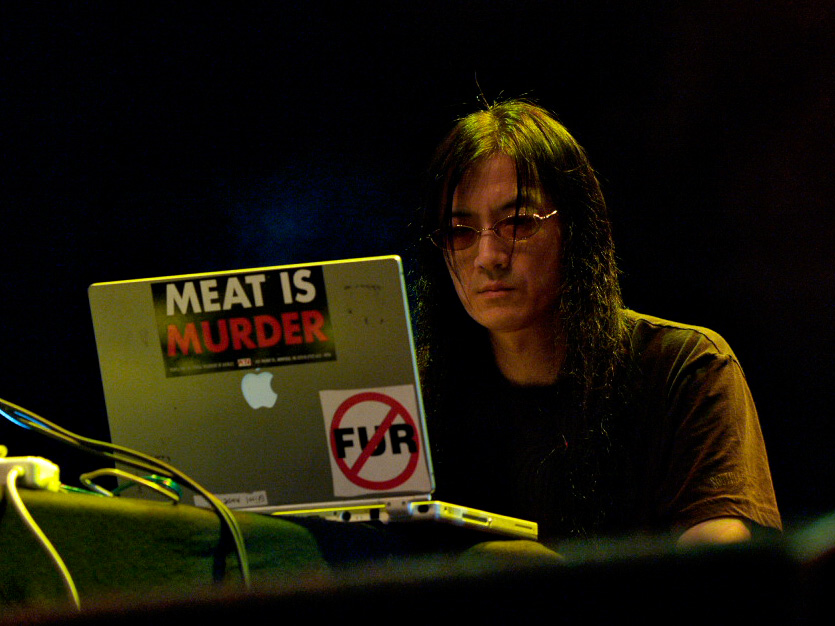
Masami Akita (Merzbow) a été l'un des collaborateurs de Zbigniew Karkowski

Il a collaboré avec de très nombreux artistes, dont Blixa Bargeld (The Execution Of Precious Memories en 1994), Merzbow (sous le nom MAZK, depuis 1999), Kasper T. Toeplitz (sous le nom Le Dépeupleur, depuis 1999), Tetsuo Furudate, Li Chin Sung (Dickson Dee), Antoine Chessex, ou dans le groupe Sensorband (avec Atau Tanaka et Edwin van der Heide).

### Dans les années 1990
En 1990, Karkowski participe à une tournée aux Etats-Unis, avec Phauss, Ulf Bilting et The Hafler Trio.
Entre 1990-1993, Karkowski contribue à plusieurs albums de The Hafler Trio (Kill The King, Mastery Of Money, Resurrection) et à deux albums de John Duncan: River In Flames (1991) et Send (Touch, 1993).
En 1993, Karkowski rencontre Atau Tanaka lors d'un concert donné par celui-ci à STEIM (Amsterdam). Avec Edwin van der Heide, lié au Institute of Sonology (den Haag), ils forment le trio Sensorband. La première performance de Sensorband a lieu le 8 décembre 1993, dans le festival "Voyages Virtuels" organisé par Les Virtualistes à Paris. Pendant une dizaine d'années, ce groupe se produit aux Pays-Bas, en France, au Canada.
En 1994, Karkowski crée la musique d'un spectacle de Blixa Bargeld, The Execution Of Precious Memories, créé à Berlin lors du festival de poésie "1st Music Poetry Force". Ce spectacle voyage au Japon (Tokyo et Osaka) en 1995. Karkowski crée pour cette occasion un "noise orchestra" auquel participent des musiciens japonais, dont Akifumi Nakajima (Aube) et Keiji Haino.

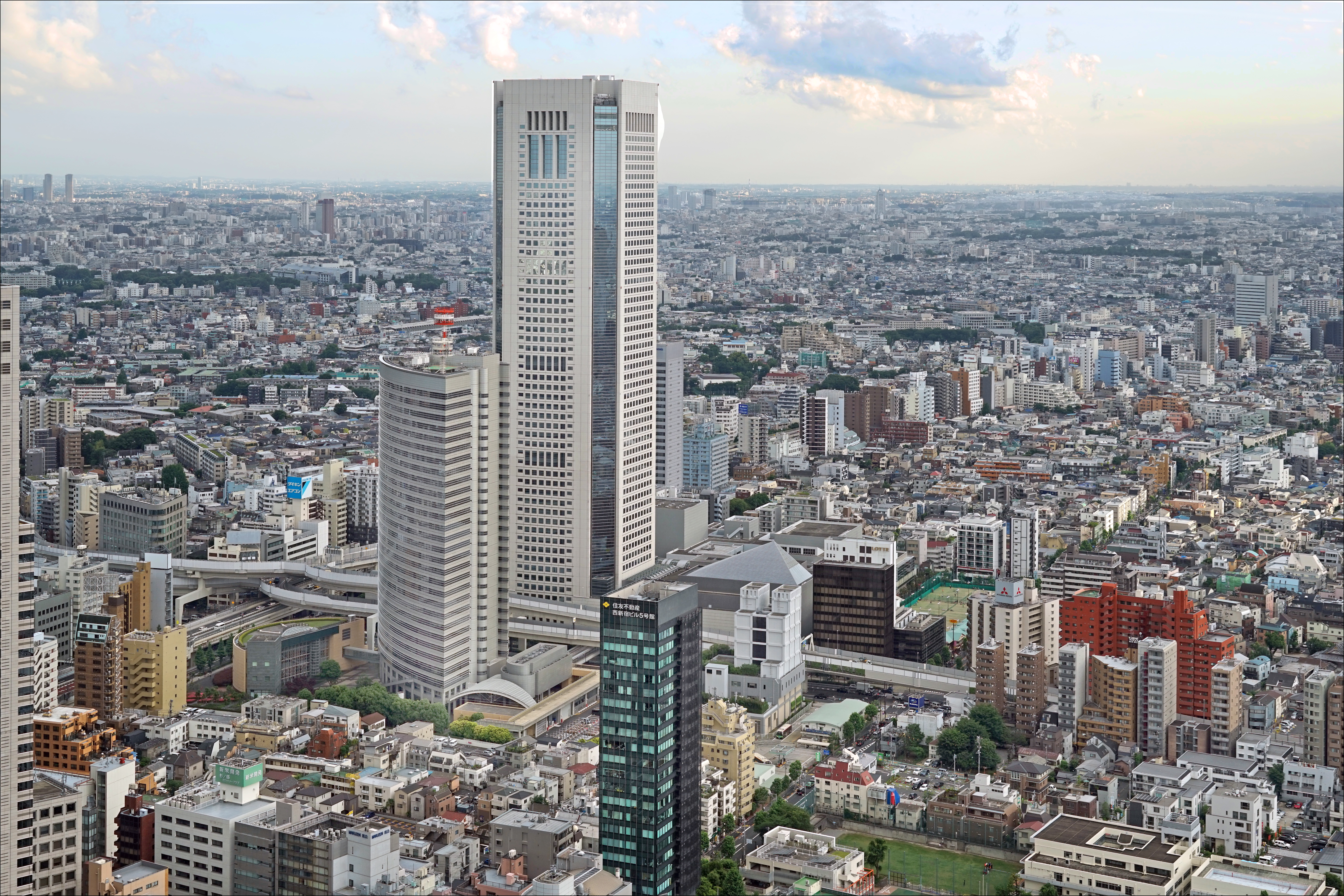
Toyko Opera City Tower, quartier de Shinkjuku, emplacement du InterCommunication Center.

En juin 1997, Karkowski effectue avec Sensorband une résidence d'un mois au NTT InterCommunication Center à Toyko, suivie d'un spectacle avec les artistes vidéo autrichiens Granular Synthesis. C'est aux studios ICC/NTT que Karkowski enregistre sa première collaboration avec le musicien japonais Tetsuo Furudate (l'album World as Will, publié en 1998 sur Staalplaat) ainsi qu'avec Masami Akita (l'album Sound Pressure Level, publié en 1998 sur OR).
En septembre-octobre 1997, Karkowski participe au festival d'art Steirischer Herbst en Autriche, où il rencontre Helmut Schäfer. Celui-ci a mis en place un studio d'instruments électroniques, pour un projet nommé endoscape/technoscope. Ils produisent 30 heures d'enregistrements, qui donnent lieu à l'album Disruptor (OR, 1998).
Le 5 décembre 1997, Karkowski dirige à Tokyo un concert du Senssurround Orchestra, un grand ensemble de musiciens composé notamment de Sensorband, Tetsuo Furudate, Merzbow, Akifumi Nakajima, K.K. Null, Kasper T Toeplitz, Dror Feiler, Reiko A, Mayuko Hino, Hiroshi Hasegawa et Masahiro Miwa. 

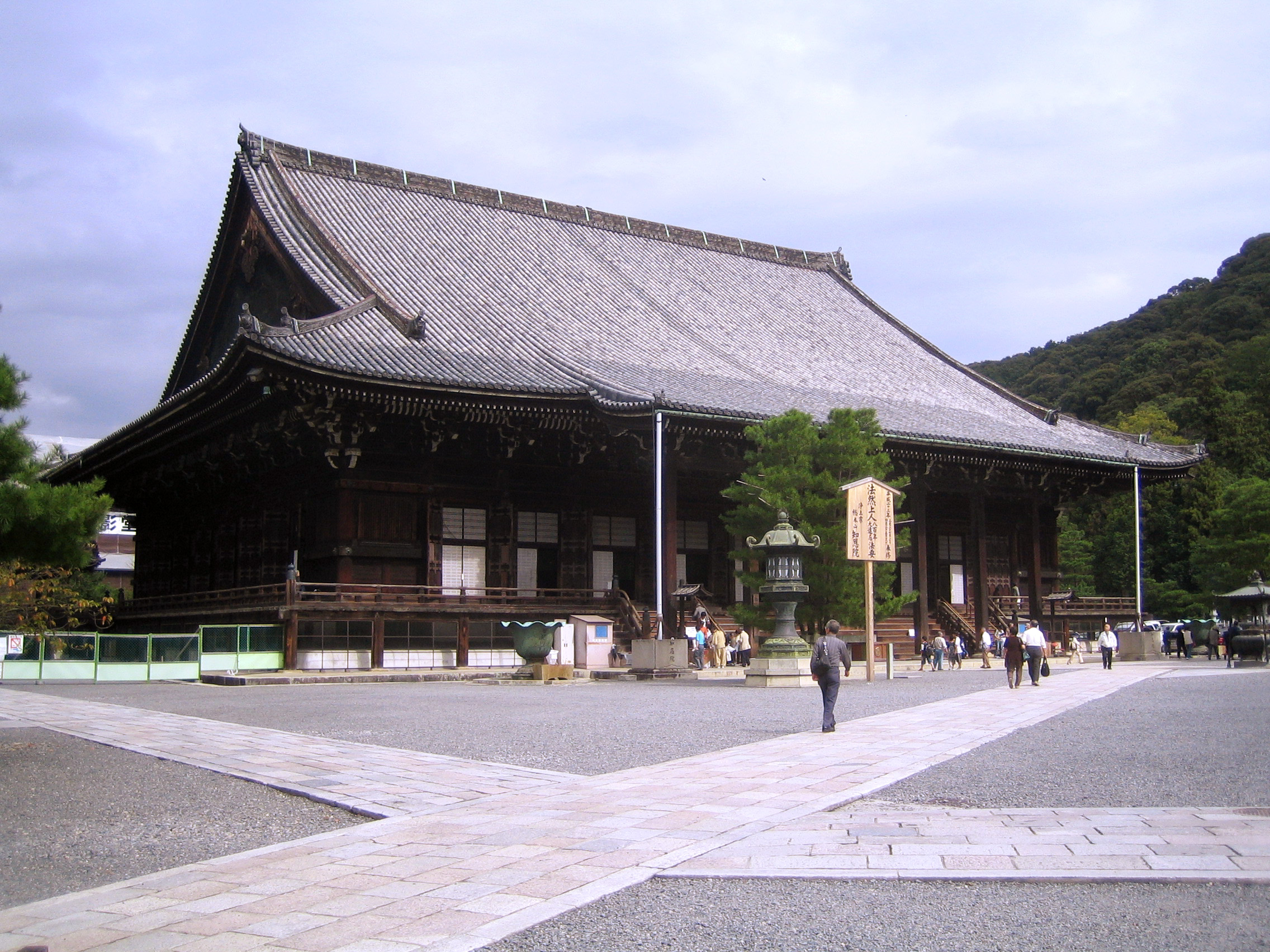
Le temple Chion-in à Kyoto.

En janvier 1998, Karkowski effectue avec Akifumi Nakajima (Aube) un enregistrement au temple Chion-in à Kyoto (temple pourvu d'un plancher rossignol, qui produit un son caractéristique, semblable à un pépiement d'oiseau, au passage d'une personne). Six mois plus tard, lors d'une résidence commune de trois jours à Steim (Amsterdam), ils créent une composition à partir de ce matériel, qu'ils présentent lors d'un concert le 11 juin 1998. Cet enregistrement est édité sous le titre Mutation (ERS, 1999).
En juillet 1998, Karkowski dirige à nouveau le Senssurround Orchestra lors de deux concerts: à Berlin, au centre d'art Podewil; ainsi qu'à Londres dans le cadre du Meltdown Festival (dont le directeur artistique cette année est John Peel). Les enregistrements des trois concerts sont édités par Karkowski et Edwin Van Der Heide, et publiés sur CD (Staalplaat / Mort Aux Vaches, 2000).
En janvier 1999, Karkowski participe aux concerts des artistes du label autrichien Mego au ICC/NTT. Dans ce cadre, Karkowski donne plusieurs concerts en duo avec Peter Rehberg, qui fournissent la matière de leur album collaboratif Pop, aux sonorités rugueuses et agressives.
En mars-avril 1999, une tournée de Sensorband passe par New York, Washington DC, Baltimore, Cleveland, Detroit, Chicago et Pittsburgh.

### Dans les années 2000
En 2002, Karkowski effectue une résidence à la Maison de Radio France, où il réalise une pièce commandée par l'Atelier de création radiophonique. Cette pièce, basée sur des signaux radio et le son de l'électricité statique, est éditée par le label Post Concrete sous le titre ElectroStatics.
En 2005, Karkowski crée une composition radiophonique à la suite d'une commande de Radio Copernicus, un projet de radio artistique situé à la Universität der Künste (UdK), qui émet en radio locale et sur internet de juillet à décembre 2005.
En 2008, Karkowski est artiste en résidence au ICST (Institute for Computer Music and Sound Technology) à Zurich, où il crée une pièce pour système de diffusion ambisonique.
En 2009, une commande permet à Karkowski de développer une composition pour l'ensemble vocal polonais Gęmba. La pièce Encumbrance est créée en décembre 2009, lors de la sixième édition du festival Gęmbofon à Varsovie. Les parties vocales sont accompagnées par des fréquences sinusoïdales, produites par des générateurs d'ondes analogiques.
En mars 2010, au Studio Varèse de l'Université de Californie à Santa Barbara, Karkowski et Xopher Davidson enregistrent cinq pièces qui forment leur quatrième album collaboratif (publié en 2013 par Sub Rosa sous le titre Processor). Ils utilisent notamment des générateurs de signaux Wavetek, et un Comdyna GP-6 (calculateur analogique des années 1960).

### Concerts à travers le monde
Karkowski a donné des concerts dans d'innombrables pays, avec un intérêt particulier pour les endroits et les publics peu exposés à la musique occidentale. En 2003, il donne des concerts à Shanghai, Guangzhou et Macau, en collaboration avec le musicien chinois Li Chin Sung, qui font l'objet d'un disque édité par Noise Asia (Revenge Of Ying And Yang).
En 2004, Karkowski joue au Radar Sound Art Festival, à Mexico, suivi de concerts en Argentine, Uruguay, Brésil, Pérou et Paraguay. Des sessions enregistrées en août-septembre 2004 à Buenos Aires avec les musiciens argentins Anla Courtis, Jaime Genovart, Jorge Haro et Pablo Reche donnent lieu au disque Connector, édité par Musica Genera.
En février-mars 2006, une tournée à travers la Chine conduit Karkowski à Hong Kong, Chengdu, Shenzhen, Shanghai et Pékin. Trois des concerts de cette tournée seront édités sous forme de disque: celui donné le 25 février 2006 à Shenzhen sur le label EMD (Switch, avec Lin Zhiying), celui du 1er mars à Shanghai sur le label Troniks (Penetration, avec Torturing Nurse et Li Chin Sung), et celui du 7 mars à Pékin sur le label Kwanyin Records (Live At Waterland Kwanyin, avec Wang Fan et Li Chin Sung). Durant deux semaines de cette tournée, à Shanghai et Beijing, les cinéastes belges Guy-Marc Hinant et Dominique Lohlé tournent une centaine d'heures d'images qui deviendront le film documentaire Fuck You, sorti en 2010.
Karkowski co-rédige avec Yan Jun un article sur la musique expérimentale en Chine, intitulé The Sound of the underground: an overview of experimental and non-academic music in China, qui est publié en 2007 dans World New Music Magazine, et accompagne en 2009 une anthologie éditée par le label Sub Rosa.

### Disparition (décembre 2013)
Le 31 octobre 2013, Zbigniew Karkowski donne sa dernière performance publique à Londres, au Horse Hospital, produisant la bande sonore pour la projection du film “1984 – The Last Man in Europe” (une production de la BBC de 1954, basée sur le 1984 de George Orwell). Cet enregistrement sera publié par Erratum Musical sur vinyle.
Les derniers enregistrements musicaux ont lieu en Suède, dans les EMS Studios à Stockholm, en compagnie de Jean-Louis Huhta et Lars Akerlund. Datés du 24 novembre 2013, ces enregistrements seront publiés par Sub Rosa.
Trois semaines plus tard, le 12 décembre 2013, Zbigniew Karkowski est mort, au Pérou, d'un cancer extrêmement rapide. Des articles commémorent sa disparition, notamment dans le magazine The Wire, signés par Atau Tanaka et Richard Whitelaw.

### Événements-hommages

#### Événements en 2014
Le 1er février 2014, le cinéma Oblo à Lausanne accueille une soirée en son hommage. Un événement a lieu le 1er juin à la Cave12 à Genève, avec des concerts de Kasper T. Toeplitz, Francisco Meirino et Chrs Galarreta. Le groupe GGR Betong se forme à Göteborg dans le but de transcrire et interpréter la pièce Doing By Not Doing de Karkowski au festival GAS le 18 octobre. La salle de concert Ochiai Soup à Tokyo organise le 14 décembre un événement commémoratif intitulé "Music Begins" (la musique commence), avec Tetsuo Furudate, Dennis Wong, Lars Akerlund, Christophe Charles, Cal Lyall et Yousuke Fuyama,.

##### Karkowski/Xenakis Project (2015-2016)
En 2015 et 2016, le projet Karkowski/Xenakis, organisé par Sonora, programme durant un même concert des œuvres de Xenakis et de Karkowski, mettant en lumière les similarités dans leur approche au son. Le premier concert est donné le 17 octobre 2015 au Göteborg Art Sounds Festival, donnant lieu à la première performance de Studio Varèse (composition écrite en 2013, pour double basse et musique électronique) interprétée par Aleksander Gabryś. D'autres concerts (16 au total) se déroulent à Rome (Nuova Consonanza Festival), Huddersfield, Wrocław, Poznań, Varsovie, Bratislava, Brno et Oulan-Oudé (Indi Classical Festival). Parmi les pièces interprétées figurent Form & Disposition (2008, pour percussion et électronique), Nerve Cell_0 (2012, pour violoncelle et musique électronique), et Fluster (2010, pour guitare basse et musique électronique).

##### Ex-L'tronica. Karkowski re:mix (2018)
En 2018, le festival de musique électronique L’tronica Festival basé à Łódź organise une série d'événements dédiés à la réception de Zbigniew Karkowski en Pologne et à l'étranger. Lors de ces concerts, des œuvres de Zbigniew Karkowski sont interprétées par des musiciens de Pologne (Gerard Lebik, Maciej Ożóg, Robert Piotrowicz, Łukasz Szałankiewicz) et d'ailleurs. Sous le titre “Ex-L'tronica. Karkowski re:mix”, ces concerts ont lieu à Londres (le 15 septembre 2018), Dresden (le 12 octobre), Tokyo (le 3 novembre, avec Tetsuo Furudate et Pain Jerk), Prague (le 11 décembre) et New York (le 22 décembre 2018 avec Phill Niblock et Elliott Sharp),.

## Discographie

### Albums solo
- Uexkull (Anckarström, Suède, 1991)
- Choice Of Points For The Application Of Force (Ytterbium, France, 2000). Enregistré le 9 décembre 1999 au Musée d'Art contemporain Watari à Tokyo.
- It (Mego, Autriche, 2000)
- Reverse Direction And Let The Sound Reach Out To You (Firework Edition Records, Suède, 2000)
- Hear (Alienation, Japon, 2001)
- Consciously Unconscious Unconsciously Conscious (Metamkine 2002)
- ElectroStatics (Post-Concrete, USA, 2003)
- Attuning / Attending (Musica Genera, Pologne, 2004)
- Intensifier ([walnut + locust], France 2004). Enregistrement d'un concert au Kafé Myzik à Lyon.
- One And Many (Sub Rosa, Belgique, 2005)
- Continuity (Asphodel, USA, 2007) DVD avec des réalisations vidéo par Atsuko Nojiri.
- Elasticity Of Time (Raw Special Effects, 2007)
- Form & Disposition (Van Dieren Éditeur, France, 2008) - œuvre performée par Daniel Buess, sur CD accompagnant le livre "Physiques sonores.
- Perceptual Interpretations Of Ambiguous Figures (Test Tone Music, USA, 2012)
- The Last Man in Europe (Erratum Musical, France, 2017). Enregistrement du concert du 31 octobre 2013 au Horse Hospital, Londres[39].

### Albums en collaboration

#### Avec Helmut Schäfer
Karkowski collabore avec le compositeur autrichien Helmut Schäfer (1969-2007) après leur rencontre au festival Steirischer Herbst en 1997. L'album Disruptor marque leur première collaboration. Le 20 avril 2007, Helmut Schäfer se donne la mort. Une année plus tard, le 20 avril 2008, Karkowski donne avec Tetsuo Furudate un concert-hommage. Deux albums réunissant des enregistrements de leur duo sont publiés de manière posthume.
- Disruptor (OR, 1998). Réalisé à partir d'enregistrements durant le festival Steirischer Herbst 1997.
- Don't touch me I am electric, pièce figurant sur la compilation End ID (Digital Narcis, 1999)
- Eminent Risk Factor (Alku, 2008). Quatre pièces enregistrées lors de concerts à Graz et Bratislava en octobre 2006.
- Bisskraft (Ytterbium, 2010). Quatre pièces enregistrées à Graz en 2004.

#### Avec Masami Akita (Merzbow) sous le nom MAZK
- SPL (Sound Pressure Level) (OR, 1998). Enregistré en 1997 aux studios ICC/NTT à Tokyo.
- 不味苦 (Noise Asia, 2001). Enregistré lors d'un concert au club Pezner à Lyon, le 17 septembre 1999.
- Untitled (Tigerbeat6, 2001). Enregistré lors de concerts au Milk Club Tokyo en 1999-2000.
- In Real Time (Ytterbium, 2005). Enregistré à Venise et à Francfort.

#### Avec Tetsuo Furudate sous le nom World As Will
- World As Will (Staalplaat, 1998)
- World As Will II (23five, 2002)
- World As Will III (Sub Rosa, 2008), avec Zeitkratzer
- World As Will IV ([OHM] Records, 2011)
- World As Will Live In São Paulo (menstrualrecordings, 2014). Enregistré le 27 octobre 2011 à São Paulo.
- World As Will (menstrualrecordings, 2017). Enregistré le 22 avril 2008 à Varsovie.

#### Avec Kasper T. Toeplitz
- Le Dépeupleur (Cross Fade Enter Tainment, 2000)
- Le Dépeupleur, ZKT (Recordings of Sleaze Art, 2005)
- Le Dépeupleur, Disambiguation (Auf Abwegen, 2006)

#### Avec Xopher Davidson (Antimatter)

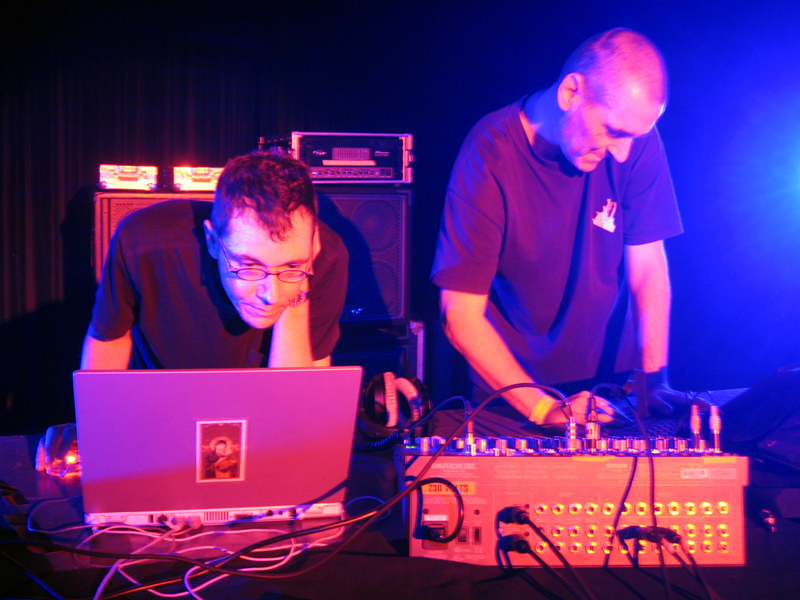
Antimatter et Zbigniew Karkowski en concert au Lausanne Underground Film and Music Festival 2007

- Antimatter et Zbigniew Karkowski en concert au Lausanne Underground Film and Music Festival 2007Function Generator (Sirr, 2001). Karkowski a décrit cet album comme "une étude des basses fréquences"[31].
- KHZ (Auscultare Research, 2005)
- Divide By Zero (Antifrost, 2007)
- Processor (Sub Rosa, 2013)

#### Avec Dickson Dee (Li Chin Sung)
- Revenge Of Ying And Yang (Noise Asia, 2005)
- Live At Waterland Kwanyin (Kwanyin Records, 2006)
- Penetration (Troniks, 2007), avec Torturing Nurse
- Staticizer (Noise Asia, 2009)

#### Collaborations diverses
- Texas Instruments, Trial & Error (Radium 226.05, 1985), avec Carin Westman, Jean-Louis Huhta et Johan Söderberg
- Bad Bye Engine (Radium 226.05, 1988), avec Ulf Bilting
- Mental Hackers, Leaving The 20th Century (Radium 226.05, 1989), avec Johan Söderberg et Ulf Bilting
- Phauss / Karkowski / Bilting (Silent, 1992)
- Datastream (OR, 1999), avec Edwin Van Der Heide
- Voltage (Bake Records, 1999), avec Edwin Van Der Heide
- Sensorband, Area / Puls (Sonoris, 1999), avec Edwin Van Der Heide et Atau Tanaka
- Mutation (ERS 1999), avec Aube (Akifumi Nakajima). Enregistré en 1998 à Steim, Amsterdam.
- Whint (.Absolute. 2000), avec Francisco López
- UBSB, Traceroute (Ash International, 2000), avec Sensorband (Atau Tanaka, Edwin Van Der Heide) et Ulf Bilting
- Senssurround Orchestra, Meltdown Of Control (Mort aux Vaches/Staalplaat, 2000)
- Pop, Album (Tochnit Aleph, 2001), avec Peter Rehberg. Enregistrements de plusieurs concerts donnés à Vienne et Tokyo en 1997 et 1999.
- Pop, Work Hard Play Harder (absurd, 2003), avec Peter Rehberg. Enregistrement d'un concert donné à Athènes le 14 novembre 2002.
- Turnoff (Noise Asia, 2003), avec Francisco López
- Connector (Musica Genera, 2006), avec Alan Courtis, Jaime Genovart et Pablo Reche
- Unleash (Alien8 Recordings, 2008), avec Daniel Menche
- 9 Before 9 (Blossoming Noise, 2008), avec Damion Romero
- Infallibilism (Herbal International, 2010), avec Kelly Churko
- Nerve Cell_0 (Sub Rosa, 2012), avec Anton Lukoszevieze
- Horology (Monotype Records, 2013), avec Lars Åkerlund et Jean-Louis Huhta. Enregistré au studio EMS à Stockholm en mai 2012, avec un synthétiseur Buchla 200.
- The Difficulty Of Being (Monotype Records, 2014), avec Brian O'Reilly. Créé en 2010 à Singapore, avec pour source sonore un synthétiseur Buchla 200e.
- A Bird In The Hand Is Worth Two In The Bush (2014, Sub Rosa), avec Jean-Louis Huhta et Lars Åkerlund
- Aware Not Aware/Radio Enemy (Fylkingen Records, 2016), avec Lars Åkerlund
- Attraction Rejected (Superpang, 2020), avec Julien Ottavi

### Interprétations d'œuvres de Zbigniew Karkowski
- Zeitkratzer, noise \ ... [lärm] (Tourette, 2001) : comporte deux compositions de Karkowski (Monochromy et White) interprétées par l'ensemble Zeitkratzer et enregistrées en 2001 au Podewil, à Berlin.
- Art Zoyd & Musiques Nouvelles Ensemble, Expériences De Vol 4 - 5 - 6 (In-Possible Records , 2005). Comporte un enregistrement de la composition Out-Of-Range.
- Zeitkratzer, Saturation (Bocian Records / Musica Genera, 2015) : comporte l'enregistrement de Monochromy, créé par l'ensemble Zeitkratzer au Festival Archipel à Genève le 23 mars 2004, sous la direction de Reinhold Friedl[31].
- Kasper T. Toeplitz, Fluster (Bocian Records, 2016). Composition en trois mouvements pour guitare basse électrique solo, écrite à la suite d'une commande du GRM pour le Festival Présences électronique. Création en 2010 par Kasper T. Toeplitz au Cent Quatre à Paris[54].
- Karkowski / Encumbrance / Gęba (Bôłt, 2019). La pièce Encumbrance, pour ensemble vocal et électronique, a été composée par Karkowski en 2009 à la demande de Antoni Beksiak pour le festival Gębofon[9]. Des techniques vocales particulières ont été développées pour cette pièce par les chanteurs de l'ensemble vocal Gęba, qui ont collaboré à la création en décembre 2009 à Varsovie. La partie électronique repose sur des générateurs d'ondes Bruel & Kjaer[55]. Le disque publié par le label Bôłt présente deux enregistrements, créés en 2014 et 2016. La pièce a été interprétée en 2017 par l'ensemble Gęba au festival de musique contemporaine de Huddersfield[56].
- Ulrich Krieger, Wall Of Sound: Drones Patterns Noises (Sub Rosa, 2020). Comporte une interprétation instrumentale de la pièce Execution Of Intelligence (composition électronique publiée en 2004 sur le 3e volume de An Anthology Of Noise & Electronic Music).
- GGR Betong, Electronic Music for Chamber Orchestra Vol. 2 (Geiger Grammofon, 2020). Comporte une interprétation de la pièce Doing By Not Doing, arrangée pour huit instruments. À l'origine, il s'agit d'un "remix" de Persepolis de Iannis Xenakis créé par Karkowski (2002, Asphodel).

## Filmographie
- Tokyo Noise (2002). Un film réalisé par Kristian Petri, Jan Röed et Johan Söderberg, pour lequel Zbigniew Karkowski a composé la bande son[59].
- Skills (2003). Un film documentaire de 35 minutes réalisé par Jan van Hasselt, qui présente les musiciens Zbigniew Karkowski, Rudolph Eb.er et Lucas Abela[60].
- Fuck You : Fucking Noise In China Now (2010). Un film documentaire réalisé par Guy-Marc Hinant et Dominique Lohlé, qui ont accompagné Zbigniew Karkwoski au cours d'une tournée en Chine en 2006. Édité en DVD par Sub Rosa dans la  collection OME (Observatoire des Musiques Électroniques)[61].